# Taiwanaphis atrovirens
Taiwanaphis atrovirens är en insektsart. Taiwanaphis atrovirens ingår i släktet Taiwanaphis och familjen långrörsbladlöss. Inga underarter finns listade i Catalogue of Life.